# Булгаково (Кочкуровський район)
Булга́ково (рос. Булгаково, ерз. Булгаково) — село у складі Кочкуровського району Мордовії, Росія. Входить до складу Булгаковського сільського поселення.

## Населення
Населення — 585 осіб (2010; 601 у 2002).
Національний склад (станом на 2002 рік):
- росіяни — 58 %